# Vitória de Santo Antão
Vitória de Santo Antão, amtlich Município de Vitória de Santo Antão, ist eine Großstadt im nordöstlichen brasilianischen Bundesstaat Pernambuco. Sie liegt ungefähr 50 Kilometer von der Atlantikküste und der Hauptstadt Pernambucos, Recife, entfernt in der Mata Pernambucana. Sie hatte nach der amtlichen Schätzung zum 1. Juli 2021 140.389 Einwohner, Vitorienser oder Antonenser genannt. Durch die Stadt fließt der Rio Tapacurá. Wichtigster Industriezweig ist die Herstellung von Cachaça, brasilianischem Schnaps, aus dem im Umland gewonnenen Rohrzucker.
Die Stadt hatte 2017 das zehntgrößte Bruttoinlandsprodukt der 185 Munizips des Bundesstaates Pernambuco.

## Geographie
Umliegende Ort sind im Norden Glória do Goitá und Chã de Alegria, im Süden Escada und Primavera, im Osten Cabo de Santo Agostinho, Moreno und São Lourenço da Mata und im Westen Pombos.
Das Biom ist Mata Atlantica. Vitória liegt auf dem Planalto da Borborema (Hochebene Borborema). Die Gemeinde hat tropisches Klima, Aw nach der Klimaklassifikation nach Köppen und Geiger. Die Durchschnittstemperatur ist 24,1 °C. Die durchschnittliche Niederschlagsmenge liegt bei 1014 mm im Jahr. Der Südsommer hat höhere Niederschläge als der Südwinter.
Der Rio Tapacurá führt zu regelmäßigen Überschwemmungen im Gemeindegebiet.
Die Topografie ist unregelmäßig, wellig und bergig. Die mittlere Höhe der Stadt wird mit 157 Metern über Normalnull angegeben. Aus geologischer Sicht besteht das gesamte Gemeindegebiet aus kristallinen Gesteinen aus der präkambrischen Zeit.

## Sehenswürdigkeiten
Viele der Engenhos, brasilianischer Zuckerrohrverarbeitungs-Anlagen, kann man besichtigen, ebenso die Schnapsherstellung. Der Zuckerrohrschnaps Pitú stammt von hier.
Die Kapelle Nossa Senhora de Nazaré auf dem Monte das Tabocas wurde in Erinnerung auf die Schlacht am gleichen Ort zwischen den Portugiesen und den Niederländern um die Vorherrschaft in Pernambuco errichtet. Bei dieser Schlacht am 6. August 1645 gab es zwar große Verluste auf beiden Seiten, aber keinen Sieger. Der Monte das Tabocas ist unter Nr. 20 als Denkmal bei der FUNDARPE, Fundação do Patrimônio Histórico e Artístico de Pernambuco eingetragen.
Das ganz in Azulejos gekleidete Wohnhaus des Instituto Histórico e Geográfico de Vitória de Santo Antão kann man ebenfalls besichtigen.

## Feste
- Fest zu Ehren des Heiligen Antonius im Januar
- Vitória de Santo Antao gehört zu den Karnevalsmetropolen Brasiliens
- Ostern: Prozession, die den Leidensweg Christi darstellt. Zu diesem Ereignis finden sich bis zu 25.000 Besucher in der Stadt ein.
- August: Fest zur Erinnerung an die Schlacht am Monte Tabocas
- September: Vitória-Fest – ein zweiter Karneval

## Söhne und Töchter
- João Batista Portocarrero Costa (1904–1959), römisch-katholischer Geistlicher, Koadjutorerzbischof von Olinda e Recife
- Osman Lins (1924–1978), Schriftsteller
- Josué (* 1979), Fußballspieler